# R257公路 (俄羅斯)
R257聯邦公路，2018年1月1日前曾用编号M54，又稱葉尼塞公路（Енисе́й），是俄羅斯的一條幹線公路，始於克拉斯諾亞爾斯克，以蒙古國邊界為終點，全長1,113公里。

## 沿途主要城市
- 阿巴坎
- 克孜勒